# ريم بدران

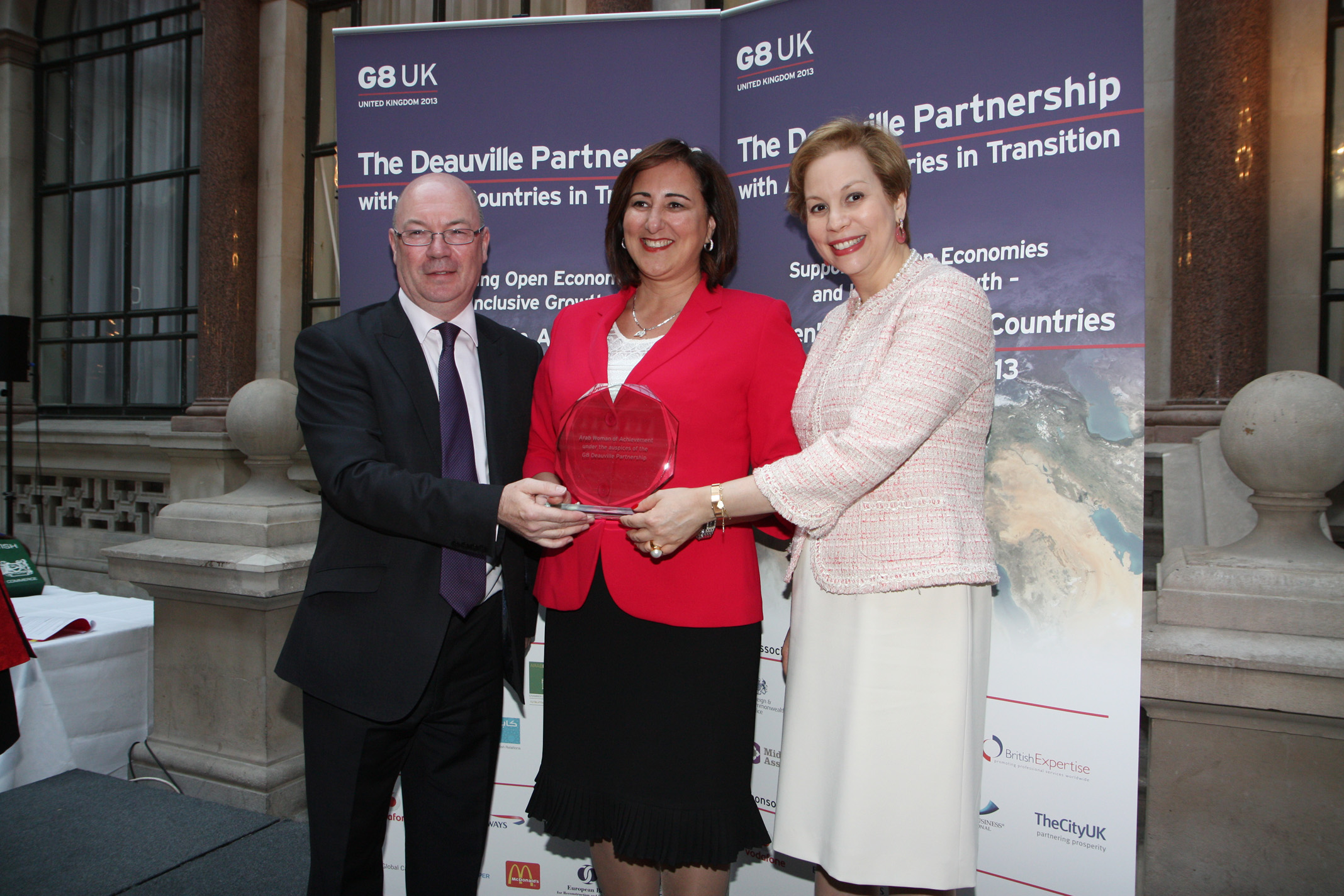
تسلم جائزة من الحكومة البريطانية

ريم بدران رائدة أعمال أردنية. وهي ابنة مضر بدران رئيس الوزراء السابق. وترأس مشاريع عدة منها بنك تمويل مشاريع صغيرة.
وقد كانت ريم عضو مجلس النواب الأردني سابقاً.